# 서울 경기상업고등학교 본관 및 청송관
서울 경기상업고등학교 본관 및 청송관은 서울특별시 종로구 경기상업고등학교에 있는 건축물이다. 2014년 2월 27일 대한민국의 국가등록문화재 제584호로 지정되었다.

## 개요
본관은 붉은 벽돌 건물로 대칭형 입면, 맨사드 지붕 형식, 돌출된 현관의 3면 아치, 굴뚝 상부의 석조 장식 등 근대기 교육시설의 특징을 잘 간직하고 있다.
청송관은 경사지붕 형식의 강당 건물로 정면의 아치형 주출입구와 주변 석재장식을 제외하고는 전체적으로 매우 단순한 형태이며, 본관 전면에 개교 당시 식재한 반송군도 학교의 역사를 상징하고 있다.
경기도 최초의 도립학교인 경기도립갑종상업학교의 교사 건물로, 당시 시범적으로 시도한 한일공학중학교로써 한국인 학생들이 일본인 학생들과 치열한 경쟁을 하였던 역사적 장소이다.

## 갤러리

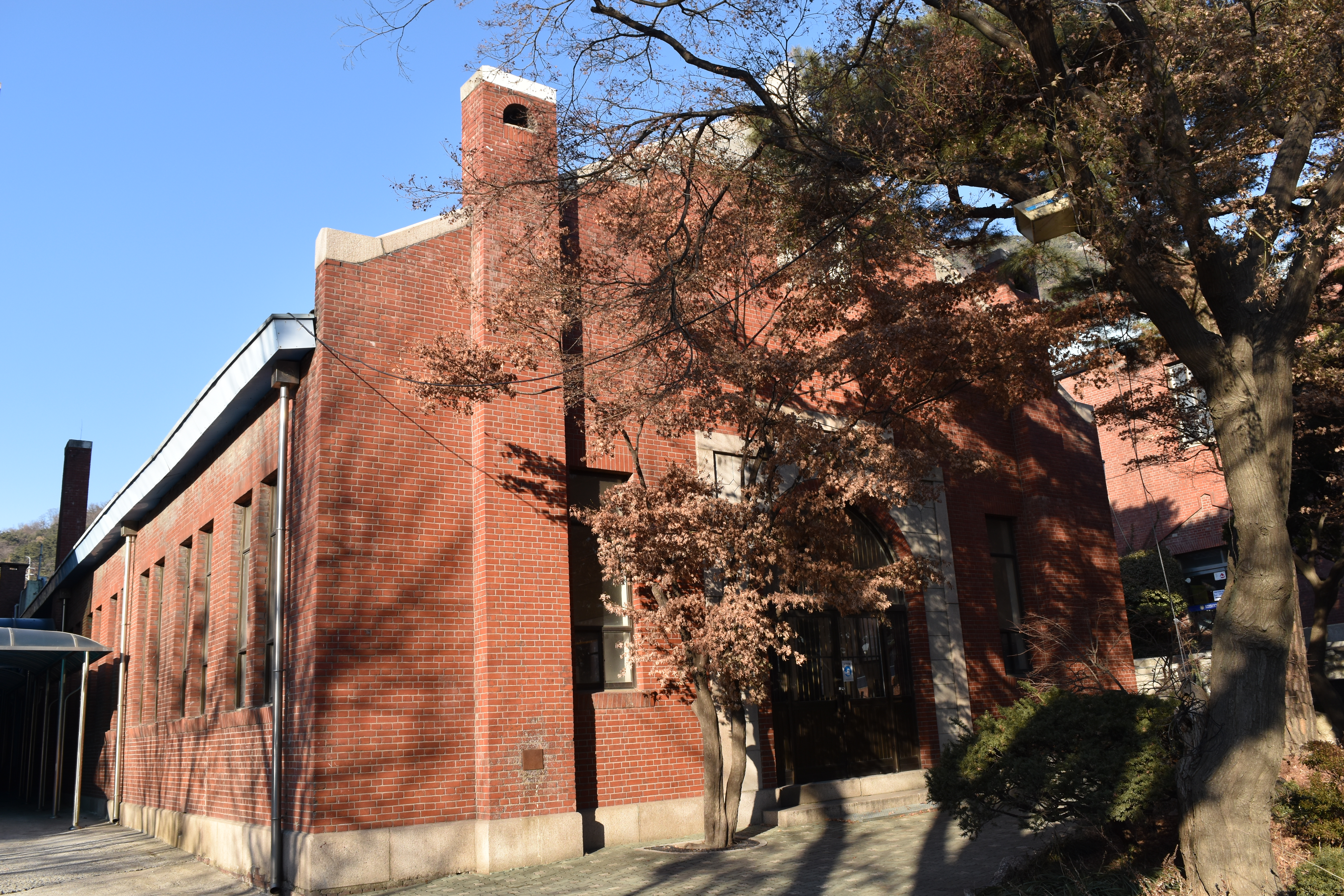
청송관
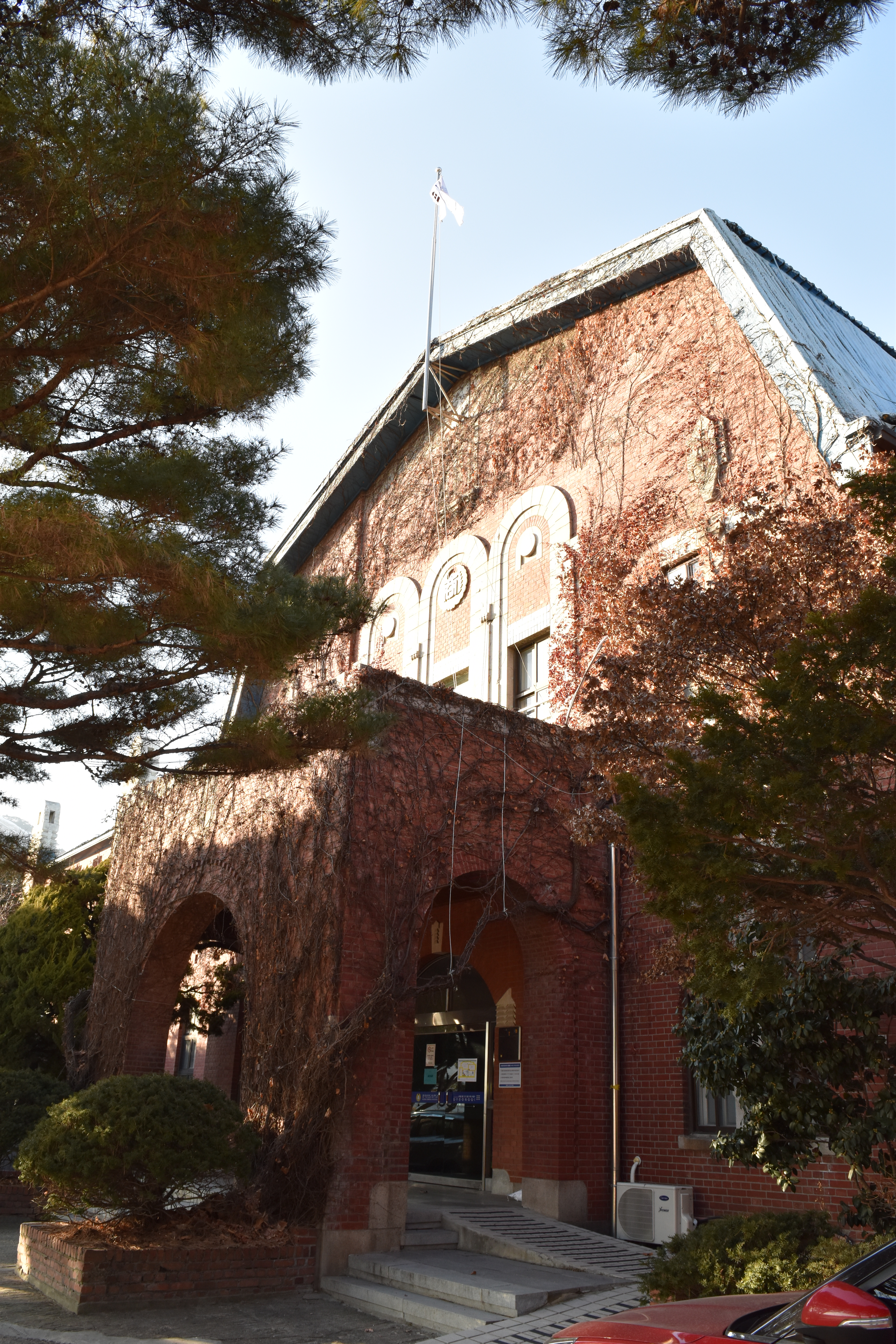
본관 입구
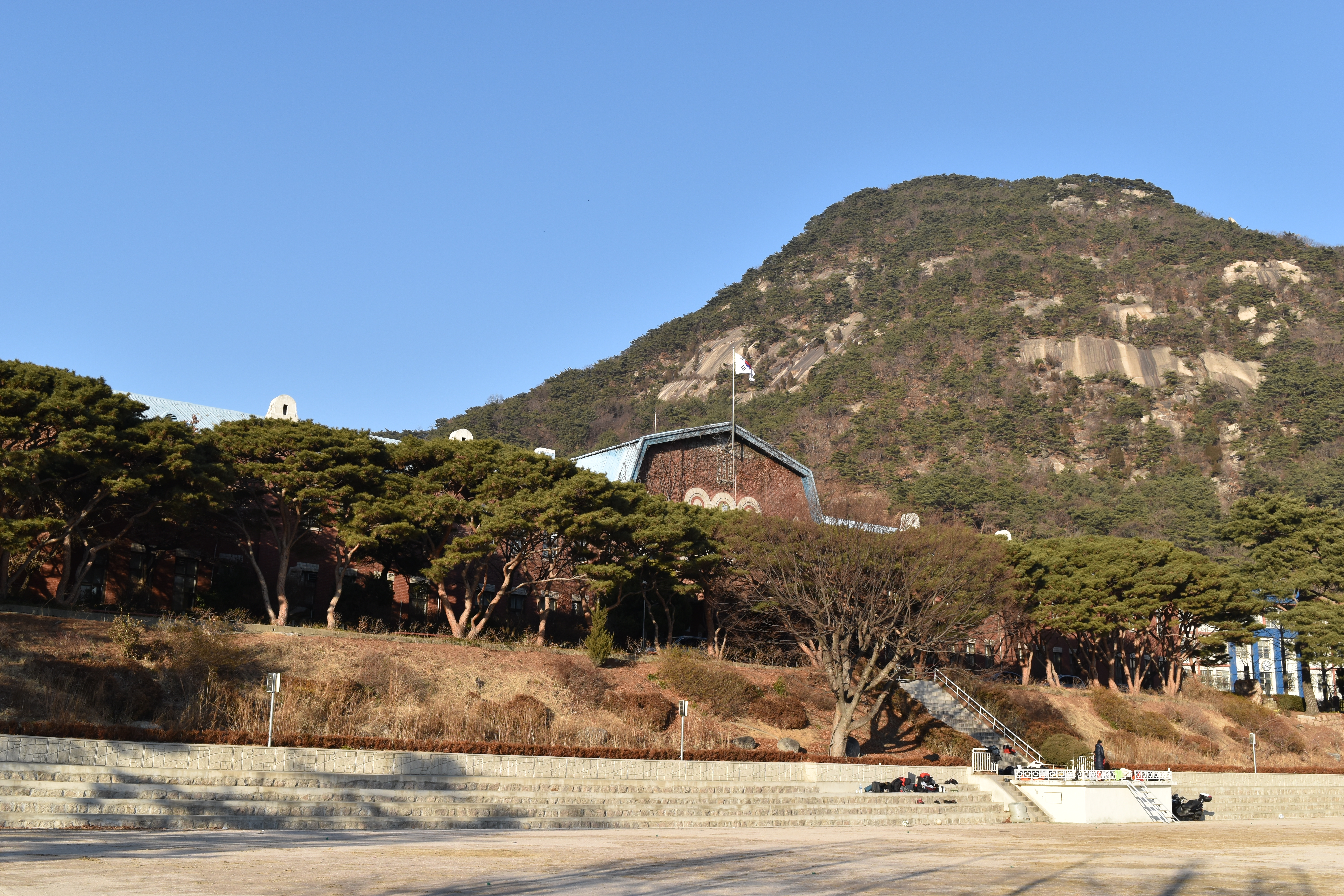
본관 전경
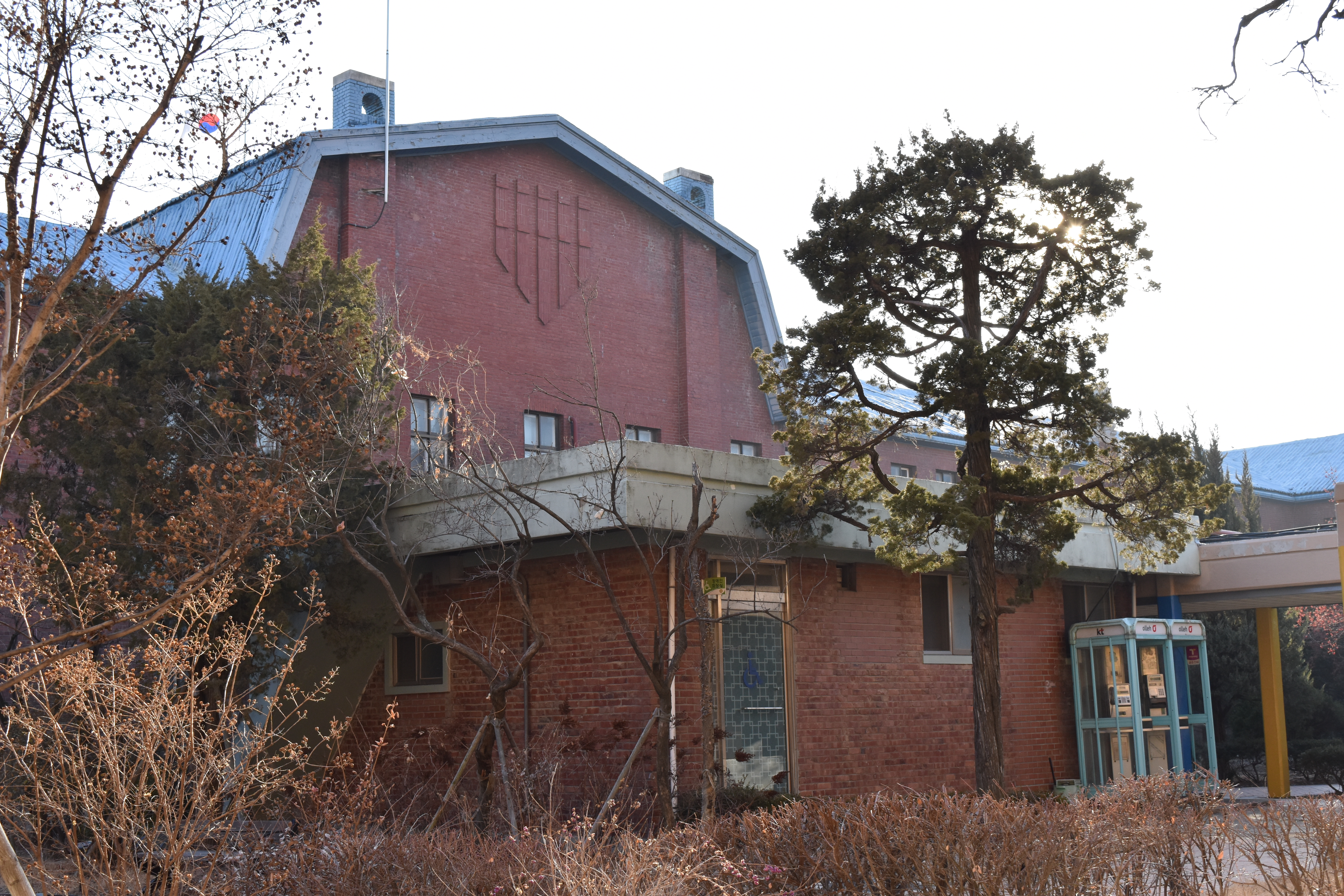
본관 후면

## 같이 보기
- 경기상업고등학교

## 참고 자료
- 서울 경기상업고등학교 본관 및 청송관 - 국가유산청 국가유산포털